# Maku
Maku, (in persiano  ماکو‎), è una Città dell'Iran della regione montagnosa del nord-ovest del paese, nella regione geografica azarbaijano-armena. 
La città è posta a un'altitudine di 1.200 metri, al fondo di una vallata rocciosa, ed è attraversata dal fiume Zangmar che la taglia in due. 
Aveva, al censimento del 2006, 41.865 abitanti; è il capoluogo dell'omonimo shahrestān.
Maku è situata in una stretta gola tra le montagne, a 22 km dal confine turco, è posta a nord della provincia di Chaldoran, dove cui si svolse, il 23 agosto 1514, la Battaglia di Cialdiran tra l'esercito ottomano e quello safavide dello Shah Ismail I.

## Storia
Maku è stata la capitale del Khanato di Kangarlij, uno dei tanti khanati sorti dopo lo sfaldamento dell'Impero Safavide nel XVII secolo.
La città è rinomata per i fedeli Bahá'í, dato che nella locale fortezza, il Báb, (fondatore del Bábismo e precursore di Bahá'u'lláh), fu imprigionato per nove mesi.
In questa fortezza Mullá Husayn-i-Bushru'i, (detto Lettera del Vivente e primo discepolo del Báb), ebbe l'opportunità di incontrarlo nel 1848.
Anticamente la regione di Maku faceva parte della Media, ed il suo nome potrebbe derivare dal lemma persiano Madkuh, che vuol dire "Montagna dei Medi".

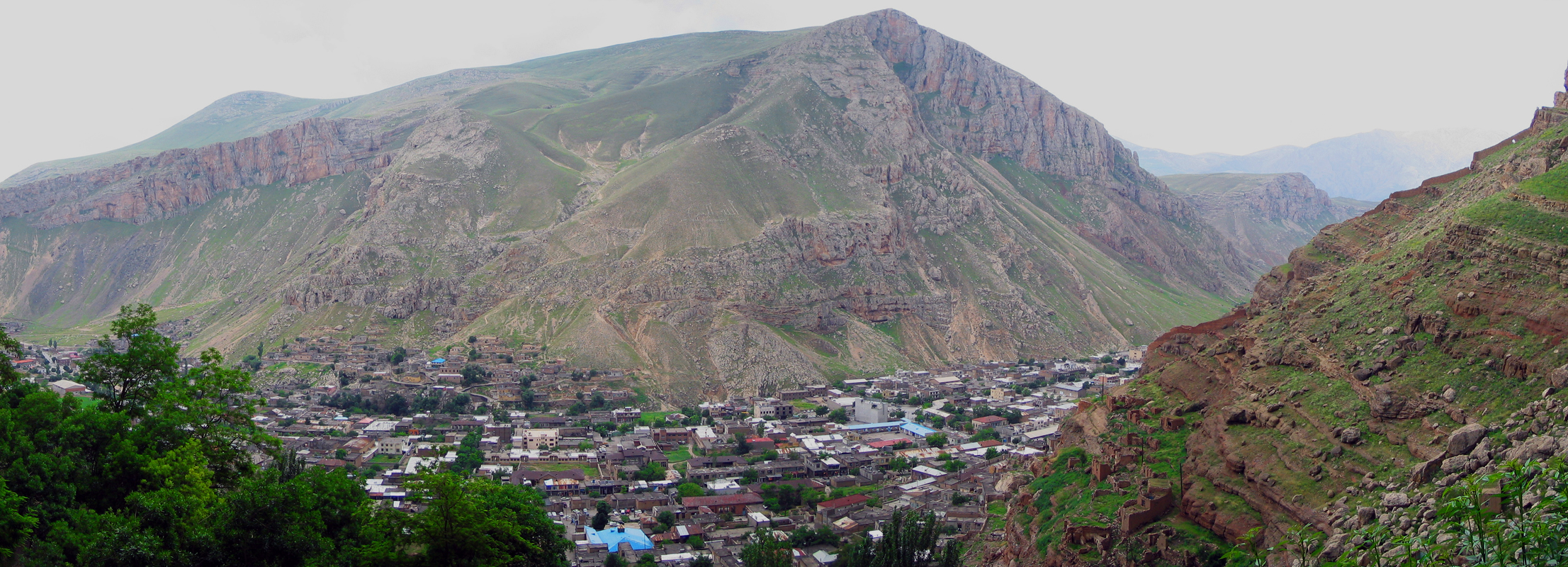
Maku